# Hilarion (Kajgorodcew)
Hilarion, imię świeckie Jan Wiktorowicz Kajgorodcew (ur. 16 lipca 1971 w Nowosybirsku) – rosyjski biskup prawosławny. 

## Życiorys
Dzieciństwo i młodość spędził w rejonie borowskim obwodu kałuskiego i tam uzyskał średnie wykształcenie. 9 kwietnia 1993 złożył wieczyste śluby mnisze przed arcybiskupem iwanowskim i kineszemskim Ambrożym. 27 czerwca tego samego roku w soborze Przemienienia Pańskiego w Iwanowie arcybiskup Ambroży wyświęcił go na hieromnicha, po czym skierował go do pracy duszpasterskiej w parafii Zaśnięcia Matki Bożej w Łuchu (obwód iwanowski). Po roku został proboszczem parafii Ikony Matki Bożej „Wszystkich Strapionych Radość” w Sokolskim i dziekanem dekanatu sokolskiego. Następnie od września 1994 do stycznia 1996 kierował parafią Narodzenia Pańskiego w Sosnowcu, zaś od 1996 do 1998 – parafią Zaśnięcia Matki Bożej i Kazańskiej Ikony Matki Bożej w Kuzniecowie. W 1998 przy cerkwi w Kuzniecowie powstała męska wspólnota monastyczna, której w 2006 nadano status klasztoru. 
Hilarion (Kajgorodcew) w 2003 otrzymał godność ihumena, natomiast w 2006 został formalnie mianowany przełożonym monasteru Zaśnięcia Matki Bożej w Kuzniecowie. Po roku odszedł do Pustelni Zaśnięcia Matki Bożej w Zołotnikowskiej Pustyni. W 2009 w trybie zaocznym uzyskał średnie wykształcenie teologiczne w seminarium duchownym w Iwanowo-Wozniesiensku, zaś w 2011, również zaocznie, ukończył Kijowską Akademię Duchowną. 
7 czerwca 2012 Święty Synod Rosyjskiego Kościoła Prawosławnego nominował go na pierwszego ordynariusza nowo utworzonej eparchii kineszemskiej. W związku z tą decyzją 10 czerwca 2012 otrzymał godność archimandryty. Jego chirotonia biskupia odbyła się 8 lipca 2012 w soborze Chrystusa Zbawiciela w Moskwie z udziałem konsekratorów: patriarchy moskiewskiego i całej Rusi Cyryla, metropolity sarańskiego i mordowskiego Warsonofiusza, biskupów iwanowo-wozniesieńskiego i wiczugskiego Józefa, sołniecznogorskiego Sergiusza, smoleńskiego i wiaziemskiego Pantelejmona, szujskiego i tiejkowskiego Nikona oraz biskupa Seattle Teodozjusza.